# Harald Ewert
Harald Ewert und ein weiterer Zuschauer – Pressefoto von Martin Langer

Link zum Bild

Harald Ewert (* 1954; † 2006 in Rostock) wurde zu einer Symbolfigur der Ausschreitungen in Rostock-Lichtenhagen am 24. August 1992. Ein Schwarzweißfoto von ihm mit ausgestrecktem Arm zum Hitlergruß, bekleidet mit einem Trikot der deutschen Fußballnationalmannschaft und anscheinend eingenässter Jogginghose ging um die Welt.

## Entstehung des Fotos
Ewert war gelernter Gärtner und absolvierte eine weitere Ausbildung zum Baumaschinisten, die er mit dem Facharbeiterbrief abschloss. Seit Anfang 1990 war er arbeitslos.
Der damals 38-jährige Ewert wohnte zur Zeit der Ausschreitungen in Rostock-Reutershagen. Als er im Fernsehen von den Krawallen am Asylbewerberheim in Rostock hörte, begab er sich nach Lichtenhagen und schloss sich der dort versammelten Menge an, die rund hundert Rechtsextremisten dabei beobachtete und anfeuerte, wie sie die Zentrale Aufnahmestelle für Asylbewerber (ZAst) mit Steinen und Molotow-Cocktails bewarfen und in Brand setzten. Er trug dabei eine graue Jogginghose und ein Trikot der deutschen Fußballnationalmannschaft. Offensichtlich betrunken und mit glasigem Blick reckte er im Moment der Aufnahme den rechten Arm zum Hitlergruß.
Für das Zeigen des Hitlergrußes wurde Ewert im Frühjahr 1993 wegen Verletzung des § 86a Strafgesetzbuch (Verwenden von Kennzeichen verfassungswidriger Organisationen) zu einer Geldstrafe in Höhe von 300 DM verurteilt.
Der Fotograf Martin Langer fertigte das Foto für den Spiegel an. Es zeigt einen dunklen Fleck im Schritt der Jogginghose und erweckt den Eindruck, dass sich Ewert eingenässt hat. Gegenüber dem Stern bestritt Ewert, dass es sich um einen Urinfleck gehandelt habe. Vielmehr soll eine Bierdose, die er bei einer Autofahrt zwischen seinen Beinen eingeklemmt habe, übergeschwappt sein. Er könne dies jedoch nicht beweisen, weil er die Jogginghose aus Wut verbrannt habe. Der Hitlergruß sei durch Zufall entstanden; das „ging ganz automatisch – ich war blau“, soll er dem Stern berichtet haben. Zehn Jahre später beteuerte Ewert gegenüber dem Tagesspiegel erneut, dass er nie ein Neonazi gewesen und der rechte Arm nur reflexartig nach oben gegangen sei. Er bereue den Fleck auf der Hose und wünsche sich, „dass sowas wie in Lichtenhagen nicht mehr passiert“.
2006 starb Ewert mit Anfang 50 in derselben Wohnung, die er schon zur Zeit der Ausschreitungen bewohnt hatte.

## Außenwirkung
Das Bild mit Ewert wurde Teil der kollektiven Erinnerung an die  Ausschreitungen und ist die bekannteste Aufnahme des viertägigen Pogroms. Es wurde weltweit bekannt und zum Synonym des „neuen hässlichen Deutschlands“. Es wurde unter anderem in die Sammlungen des Hauses der Geschichte in Bonn und des Deutschen Historischen Museums in Berlin aufgenommen.

## Popkulturelle Referenzen
- Boxhamsters singen in dem Lied Konflikt (1993) die Textzeile „das Händchen in die Lüfte und das Höschen vollgepisst/ein flottes Liedchen und wir wissen, daß du guter Deutscher bist“.[6]
- …But Alive verwendeten in ihrem Lied Nur Idioten brauchen Führer, das sich mit dem Wiedererstarken der rechtsextremen Szene nach 1990 beschäftigt, die Textzeile „reih dich ein in die Jogginghosen vollgepisst, du dummer mieser kleiner Rassist“.[7]
- Eine eingefärbte Version des Bildes entstand als Gegenbewegung zur Initiative Du bist Deutschland.[8]
- Das Satiremagazin Titanic erstellte eine falsche Werbeanzeige für eine „Herrenhose, pre-pissed“, die heute noch als Postkartenmotiv erhältlich ist.[9]
- Die Broilers beziehen sich in ihrem Lied Der Rest und ich von ihrem 2014 erschienenen Album Noir auf Ewert: „Als der Rest schon klatschte, kam er ebenfalls raus, vollgepisste Jogginghose vor brennendem Haus.“
- Die Deutschrock-Band Toxpack nimmt in ihrem Lied Nichts hören, sehen, sagen, eine Zusammenarbeit mit Stephan Weidner (Böhse Onkelz, Der W), ebenfalls Bezug auf Ewert: „So stehen sie wieder vorm Flüchtlingsheim. Wie vor 22 Jahren. Mit vollgepisster Hose und erhobenem rechten Arm.“[10]
- Nachdem Jan Böhmermann Anfang 2015 wegen eines Twitter-Posts mit dem Foto von Fotograf Martin Langer abgemahnt worden war,[11] stellten er und sein Kollege William Cohn das Foto nach und veröffentlichten es über Twitter.[12][13]
- Beim Bundesvision Song Contest 2015 trat die Bläsersektion der Gruppe Gloria um Klaas Heufer-Umlauf in Deutschlandtrikot und mit Pissfleck auf der Jogginghose auf.[14]
- Die Band Affenmesserkampf bediente sich auf ihrem Album Clowns in Wut – Ein deutsches Herz hat aufgehört zu schlagen IV sowie dem darauf enthaltenen Lied 1992 der Symbolik des Fotos.[15][16]